# Viburnum loeseneri
Viburnum loeseneri är en desmeknoppsväxtart som beskrevs av Graebner. Viburnum loeseneri ingår i släktet olvonsläktet, och familjen desmeknoppsväxter. Inga underarter finns listade i Catalogue of Life.